# Cesare Dell’Acqua

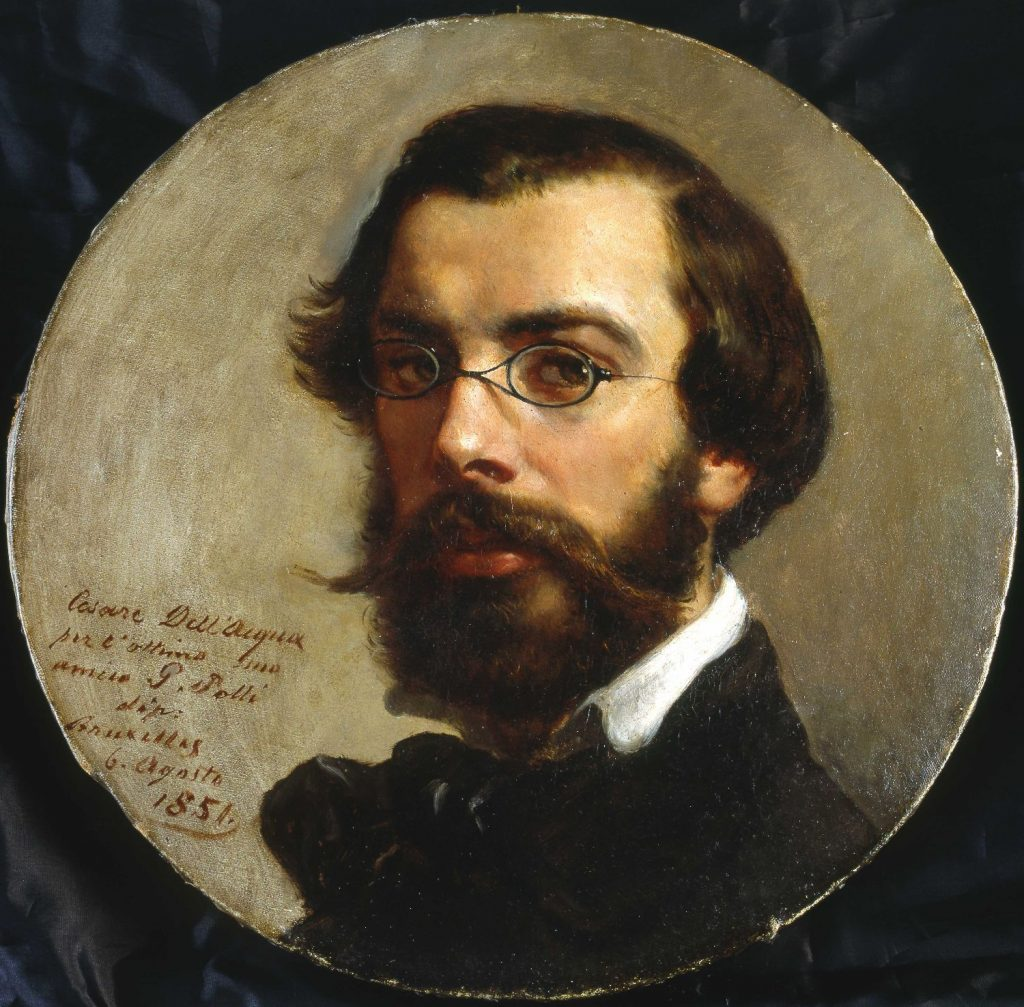
Cesare Dell'Acqua (Selbstporträt, 1851)

Cesare Felice Giorgio Dell’Acqua (geboren 22. Juli 1821 in Piran, Kaisertum Österreich; gestorben 16. Februar 1905 in Brüssel) war ein italienischer Maler. 

## Leben
Cesare Dell’Acqua wurde im damals zum Kaisertum Österreich gehörenden Piran geboren. Sein Vater Andrea Lengo war ein Richter aus dem benachbarten Koper, seine Mutter Caterina stammte aus Triest. 
Nach dem Tod seines Vaters 1826 zog Dell’Acqua mit seiner Familie nach Koper, wo er die Schule besuchte. 1833 setzte er seine Ausbildung in der benachbarten Hafenstadt Triest fort. Hier begann er später in einem Handelsbetrieb als einfacher Gehilfe seinen Unterhalt zu verdienen. Durch seine Tätigkeit erhielt er Zugang zu einflussreichen Kreisen, unter anderem zu dem venezianischen Bildhauer Pietro Zandomeneghi (1806–1866), dem Vater von Federico Zandomeneghi, und dem Triestiner Historiker Pietro Kandler (1804–1872). Ein Stipendium der Stadt Triest ermöglichte dem jungen Dell’Acqua von 1842 bis 1847 Kunst an der Akademie für Schöne Künste in Venedig (Accademia di Belle Arti di Venezia) zu studieren. Während seines Studiums erhielt er seine ersten Aufträge von Erzherzog Johann von Österreich. 1844 fungierte Dell’Acqua als Berichterstatter der Schifffahrtsgesellschaft Österreichischer Lloyd und dokumentierte den Besuch von Kaiser Franz Joseph I. in Triest in 16 Lithographien. 
Nach Abschluss seines Studiums verbrachte Dell’Acqua einige Zeit in Wien, München, Paris, Florenz und Rom, wo er mit bekannten Künstlern wie Friedrich Overbeck verkehrte. 1848 ließ sich Dell’Acqua schließlich bei seinem Bruder Eugenio in Brüssel nieder. Hier nahm er Kunstunterricht bei dem belgischen Maler Louis Gallait und wurde Mitglied des belgischen Künstler- und Literatenkreises Cercle artistique et littéraire. 1856 heiratete Dell’Acqua die Belgierin Carolina van der Elst, die ihm zwei Töchter schenkte, Eva und Aline. 
1857 gelang Dell’Acqua schließlich der Durchbruch. Auf der Ausstellung Esposizione Generale delle Belle Arti in Brüssel wurde sein Gemälde Gli esuli milanesi accolti a Brescia dopo la distruzione della loro città nel 1162 da parte di Federico Barbarossa ausgezeichnet. 

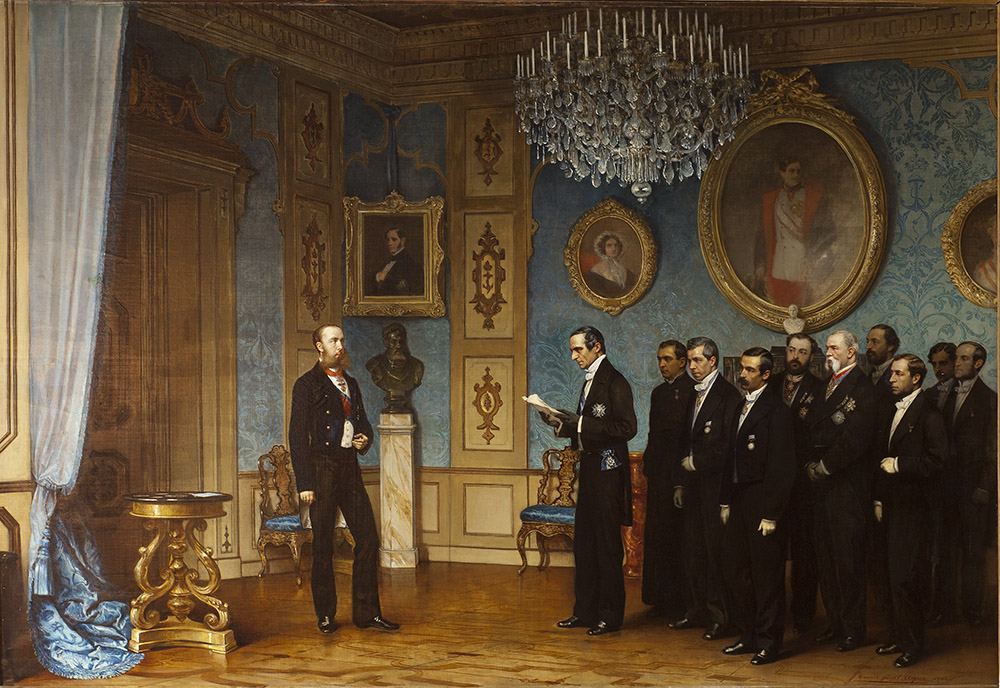
Cesare Dell’Acqua (1867): Maximilian empfängt die mexikanische Delegation.

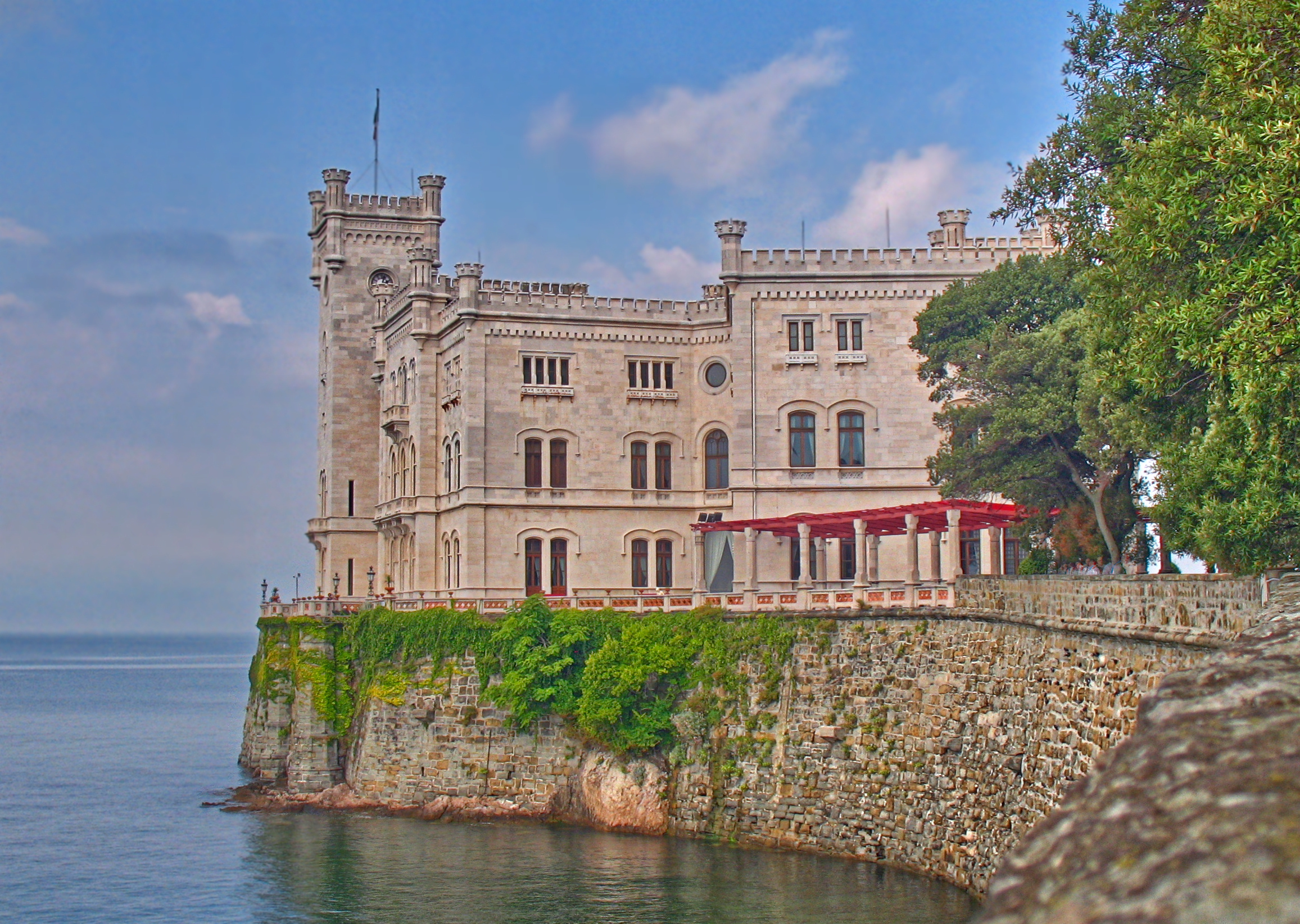
Schloss Miramare

Trotz seines großen Erfolges in Belgien fühlte sich Dell’Acqua mit der Stadt Triest, die ihm seinen akademischen Werdegang ermöglicht hatte, verbunden und zu Dank verpflichtet. Seine Verbundenheit zeigte sich in zahlreichen Werken, die er zwischen 1852 und 1877 für zahlreiche Triestiner Institutionen und Privatleute anfertigte. Neben dem Gotteshaus der griechisch-orthodoxen Gemeinde in Triest stattete Dell’Acqua die Wohnstätten von reichen Bürgern wie Pasquale Revoltella und Leopoldo Vianello sowie Schloss Miramare, den Wohnsitz von Erzherzog Ferdinand Maximilian von Österreich, aus. Die Motive seiner Werke stellten wichtige Ereignisse der Triestiner Geschichte dar wie beispielsweise der Beginn der Schirmherrschaft Österreichs über Triest (1382) oder die Erhebung der Stadt zum Freihafen (1719). 
Seit den 1870er Jahren begab sich Dell’Acqua zunehmend auf internationales Terrain. Er nahm an der Weltausstellung 1873 in Wien und 1874 an einer Kunstausstellung in London teil. Es folgten internationale Auftritte in Philadelphia (1882), im australischen Adelaide (1887) und in Melbourne (1888) sowie auf der Weltausstellung in Chicago (1893). 
Dell’Acqua starb am 16. Februar 1905 in seinem Haus in Brüssel im Alter von 83 Jahren.

## Werke (Auszug)

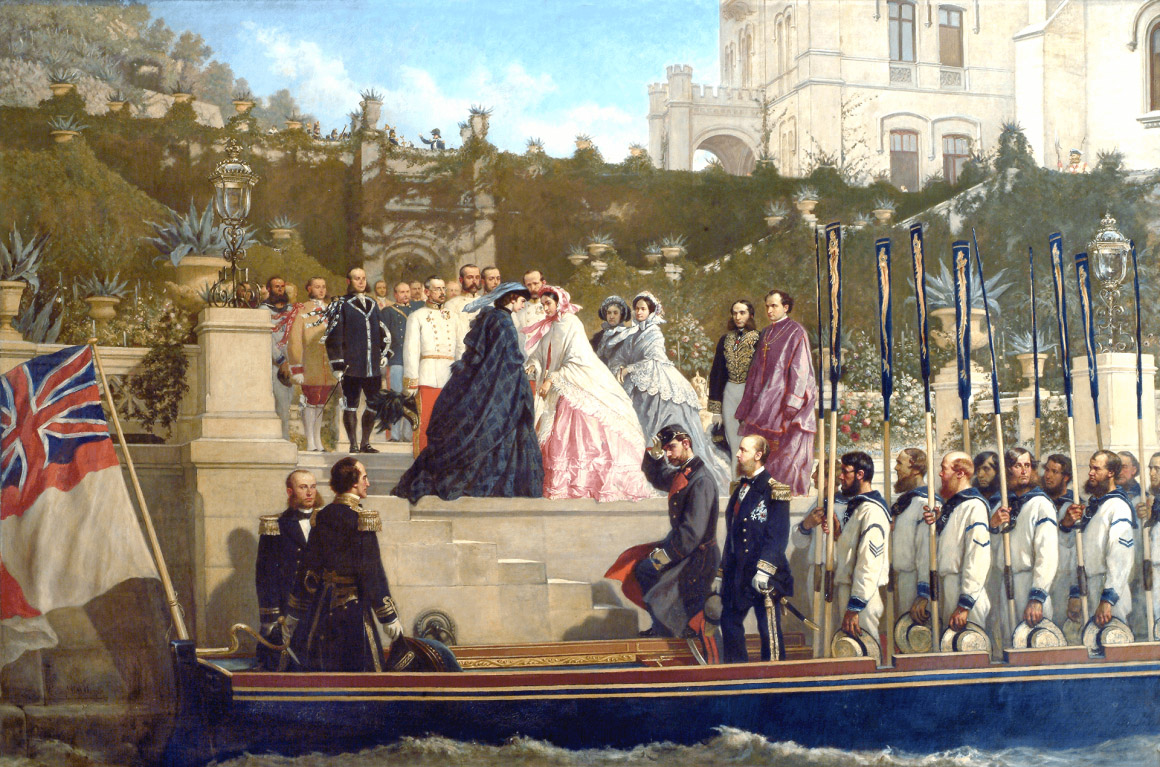
Besuch von Kaiserin Elisabeth auf Schloss Miramare 1861

- San Giovanni che predica nel deserto (1852), griechisch-orthodoxe Kirche San Nicolò dei Greci, Triest
- Cristo e i pargoli (1854), griechisch-orthodoxe Kirche San Nicolò dei Greci, Triest
- La dedizione di Trieste all’Austria nel 1382 (1855/1856), Beginn der Schutzherrschaft Österreichs über Triest, Eid von Hugo VIII., Abgesandter des österreichischen Herzogs Leopold III., auf das Triestiner Gesetzbuch, Öl auf Leinwand, Museum Revoltella, Triest
- La proclamazione del Porto Franco nel 1719 (1855/1856), Rekonstruktion der Erhebung Triests zum Freihafen unter Karl VI., Öl auf Leinwand, Museum Revoltella, Triest
- Leopoldo I. Imperatore d'Asburgo visita il convento francescano di Grignano (1857), Besuch von Kaiser Leopold I. 1660 in Grignano, Öl auf Leinwand, Schloss Miramare, Triest
- L’imperatrice a Grignano (1858), Darstellung Kaiser Augustus’ Ehefrau Livia in Grignano, Öl auf Leinwand, Schloss Miramare, Triest
- L’arrivo di Elisabetta d’Austria a Miramare (1863), Besuch von Kaiserin Elisabeth von Österreich 1861 auf Schloss Miramare, Öl auf Leinwand, Schloss Miramare, Triest
- Partenza per il Messico (1866), Abreise von Ferdinand Maximilian von Österreich nach Mexiko, Öl auf Leinwand, Schloss Miramare, Triest
- Contadini slavi dei dintorni di Trieste (1867), Öl auf Leinwand, Privatsammlung
- Massimiliano riceve la deputazione messicana (1867), anlässlich der Krönung von Ferdinand Maximilian zum Kaiser von Mexiko, Öl auf Leinwand, Schloss Miramare, Triest
- L’Apoteosi di Massimiliano (1867), Öl auf Leinwand, Schloss Miramare, Triest
- Gli Argonauti sulla costiera adriatica (1867/1868), Ankunft der Argonauten an der Adria bei Triest, Öl auf Leinwand, Schloss Miramare, Triest
- Dalila (1873), Öl auf Leinwand, Königliche Museen der Schönen Künste, Brüssel
- Colombe (1875), Öl auf Leinwand
- Giochi con la corda (1875), Spiel mit einer Schnur, Öl auf Leinwand
- Prosperità commerciale di Trieste (1875–1877), Allegorie auf den wirtschaftlichen Aufschwung der Stadt Triest, Öl auf Leinwand, Palazzo Municipiale, Triest
- Albanese e Dalmata in Riva Carciotti a Trieste (1887), Aquarell, Privatsammlung, Brüssel
- Contadina dei dintorni di Trieste e donna dalmata (1887), Aquarell, Königliche Museen der Schönen Künste, Brüssel